# Zdeněk Onderek
Zdeněk Onderek (* 18. prosince 1943) byl český a československý politik Komunistické strany Československa, poslanec České národní rady a Sněmovny národů Federálního shromáždění na počátku normalizace.

## Biografie
K roku 1969 se uvádí bytem Ostrava, původní profesí dělník. Absolvoval střední průmyslovou hutní školu s maturitou a pracoval jako mistr v n. p. Nová huť Klementa Gottwalda Ostrava-Kunčice. Byl funkcionářem ČSM a předsedou celozávodního výboru ČSM.
Po provedení federalizace Československa usedl v lednu 1969 do Sněmovny národů Federálního shromáždění. Do federálního parlamentu ho nominovala Česká národní rada, kde rovněž zasedal. Setrval zde do prosince 1969.